# Euploea rumphii
Euploea rumphii är en fjärilsart som beskrevs av Herrich-Schäffer 1869. Euploea rumphii ingår i släktet Euploea och familjen praktfjärilar. Inga underarter finns listade i Catalogue of Life.